# Antoine Page
Pour les articles homonymes, voir Anthony Page et Page.
Antoine Page ou Anthony Page (1563 – avril 1593) est un prêtre catholique anglais. Martyr catholique, il est béatifié en 1987 par le pape Jean-Paul II le 22 novembre 1987 et fait partie des quatre-vingt-cinq martyrs d'Angleterre et du Pays de Galles fêtés le 20 avril. Il figure aussi sur la liste des dits martyrs de Douai.

## Biographie
Page est né à Harrow-on-the-Hill, Middlesex, en 1563. Il entre au Collège anglais de Reims le 30 septembre 1584 avec Joseph Lambton et rejoint les ordres mineurs en avril 1585. Il est ordonné diacre à Laon le 22 septembre 1590, et prêtre à Soissons le 21 septembre 1591.
Le jour de la Chandeleur 1593, une grande recherche de prêtres est ordonnée dans le nord, Page est trouvé à Heworth Manor près de York, caché au fond d'une botte de foin. Il est condamné pour sa fonction de prêtre, en vertu de 27 Eliz., C. 2., et est pendu, traîné sur une claie jusqu'à la potence et mis en quart à York le 30 avril 1593.